# Miyamoto Usagi
Miyamoto Usagi (宮本兎) é um personagem fictício, que aparece na série de histórias em quadrinhos norte-americana Usagi Yojimbo criada por Stan Sakai. Usagi é um coelho antropomórfico (Usagi é uma palavra japonesa para "coelho") e um ronin caminhando agora em um musha shugyo (peregrinação do guerreiro). O personagem tem freqüentemente participado de crossover com as Tartarugas Mutantes Ninja.
Em maio de 2011, Miyamoto Usagi ficou em 92º lugar na lista da IGN dos 100 maiores heróis de quadrinhos. Ele ficou em 31º lugar na lista dos 50 maiores personagem de quadrinhos pela revista Empire

## Criação
Miyamoto Usagi é o principal protagonista de Usagi Yojimbo, que Sakai disse ter sido inspirado na vida do lendário espadachim Miyamoto Musashi. Originalmente destinado a ser humano, Sakai foi inspirado a antropomorfizar o personagem depois de rabiscar um coelho com as orelhas amarradas num estilo que lembra um topete de samurai.

## Biografia ficcional
Usagi é um espadachim altamente qualificado e um dos melhores de sua terra.
Usagi é o único filho de um chefe de aldeia. Seus dois colegas de infância eram Kenichi, com quem Usagi teria uma rivalidade menos amistosa a vida toda, e Mariko, uma das razões para a rivalidade entre os meninos. Eventualmente, o trio seguiu caminhos separados quando os meninos foram enviados para serem treinados como samurais na escola Dogora de Bujitsu (Artes da Guerra). No entanto, na viagem para lá, os meninos testemunharam um confronto em que uma gangue de estudantes arrogantes da escola Dogora atacou um viajante solitário chamado Katsuichi. Katsuichi havia deixado a escola anos antes, insatisfeito com o baixo nível dos estudantes. Apesar de sua vantagem numérica, a turma foi rapidamente derrotada pela técnica incomum, mas definitivamente eficaz do sensei. Embora Kenichi não tenha se impressionado com a exibição, Usagi seguiu o sensei para pedir que ele se tornasse seu professor. Katsuichi inicialmente recusou, mas cedeu quando Usagi ficou fora de sua casa dia e noite através do tempo desagradável o tempo suficiente para convencer o professor de sua determinação.
Por anos, Usagi foi o aluno exclusivo de Katsuichi-sensei, e embora ele tenha se mostrado um aluno travesso que sofreu várias desventuras, ele também se destacou em seus estudos para se tornar um guerreiro formidável. Uma dessas desventuras envolveu uma jovem Usagi roubando uma wakizashi de um soldado moribundo enquanto caminhava pelo campo de batalha com seu professor. Assustado com a culpa pelo roubo, Usagi começou a ver o soldado morto em inúmeras situações, em um ponto tendo um pesadelo que envolveu Katsuichi se transformando no soldado. Ao retornar ao campo de batalha para devolver a espada ao seu legítimo dono, Usagi foi capturado por samurais adultos e acusado de roubo. Em vez de executar sumariamente o jovem coelho, eles começaram o processo de cortar a mão. Antes que um golpe pudesse ser atingido, no entanto, o futuro senhor de Usagi, Mifune, interveio em seu favor e, ao sentir a natureza honrosa do coelho, deixou Usagi ir embora.
No final de seu treinamento, Katsuichi levou Usagi para um torneio de esgrima organizado pela escola Dogora. Usagi venceu o torneio, sua última partida contra seu antigo "camarada" Kenichi, que até então era o melhor aluno da escola Dogora, e ganhou sua própria daishō: a katana chamada Yagi no Eda ("Ramo de salgueiro") e o wakizashi chamado Aoyagi ("Jovem salgueiro"). O daimyo da região, Lorde Mifune, estava observando a competição e ficou impressionado com a habilidade de Usagi para oferecer-lhe uma posição como retentor. Antes de sair para entrar no serviço de Mifune, Usagi retornou à sua aldeia para um último adeus, onde encontrou Kenichi hospedado em uma pousada, embreagado e em desespero, tendo jurado deixar a escola devido a sua incapacidade de vencer o torneio, mas também vergonha de voltar para casa. Juntos, eles voltaram para sua aldeia para libertá-la dos bandidos que estavam ameaçando-a. Kenichi decidiu ficar, e acabaria se tornando chefe da aldeia com morte do pai de Usagi, o que confortou um pouco Mariko contra a perda de seu outro amigo mais querido. Kenichi e Mariko mais tarde se casaram; no entanto, antes de deixar a aldeia, Usagi e Mariko tiveram um encontro romântico que resultou em um filho, Jotaro, cuja filiação esteve escondida de Usagi por anos.
Em seu período de serviço, Usagi se tornou uma guarda pessoal confiável do seu senhor e sua família. Essa carreira estável foi destruída quando um senhor vilão rival, Lorde Hikiji, enviou ninjas para assassinar a família Mifune. Na ação, a esposa e o filho de Mifune foram assassinados e Lord Mifune travou uma guerra contra seu rival em vingança. Essa guerra terminou na batalha de Adachigahara, às vezes referenciada como Plano Adachi, onde Mifune tinha a supremacia até que Buichi Toda, um de seus comandantes subordinados, o traiu e se juntou a Hikiji. O amigo e superior imediato de Usagi, Gunichi, fugiu do campo ao ver que a batalha estava perdida. Lorde Mifune foi morto por uma enxurrada de flechas; Usagi cumpriu seu dever final, que era escapar com a cabeça de seu senhor para impedir que o inimigo o exibisse. Enquanto lutava livre, ele tinha até agora apenas um confronto pessoal com Hikiji, que o deixou com a cicatriz arqueada distintiva sobre o olho esquerdo. Usagi escapou para a floresta, enterrou a cabeça de Lord Mifune e escapou da perseguição pelas forças de Hikiji. Salvando a cabeça de Lord Mifune da profanação, Usagi sentiu que havia expiado a desgraça de perder a batalha. Caso contrário, ele teria se sentido obrigado a cometer seppuku. Usagi desde então vingou a morte de seu mestre tanto em Toda quanto em Gunichi, embora Hikiji permaneça além de seu alcance.
Agora um ronin, Usagi viaja pelas estradas secundárias da região, ganhando a vida como um yojimbo de aluguel. No curso de sua "peregrinação de guerreiro", ele fez amizades profundas com muitos, incluindo o jovem Lorde Noriyuki do Clã Geishu e sua valente guarda-costas Ame Tomoe, o cínico rinoceronte caçador de recompensas Murakami Gennosuke, o brilhantemente astuto inspetor Ishida, a gata kunoichi Chizu e a astuta ladra de rua/pequena ladra Kitsune.

## Outras mídias
Usagi apareceu em várias produções das Tartarugas Mutantes Ninja.

### Teenage Mutant Turtle (1987)
Usagi faz aparições recorrentes na série animada Teenage Mutant Ninja Turtles de 1987, interpretado por Townsend Coleman. Ele vive no Japão feudal em uma Terra alternativa onde outros animais e não humanos evoluíram para as espécies dominantes.

### Teenage Mutant Turtle (2003)
Usagi faz a sua estreia na segunda temporada da série animada Teenage Mutant Ninja Turtles de 2003, interpretado por Jason Griffith. Ele aparece pela primeira vez em "The Big Brawl, Part Two", onde ele ajuda Leonardo quando a Tartaruga é atacada por monstros sombrios. Ele identifica Leonardo como kappa e os dois mestres espadachins forjam uma amizade muito próxima. Mais tarde, eles se tornam competidores no Battle Nexus Tournament, ambos lutando com honra e propósito moral. Ele expressa preocupação com Leonardo quando foi envenenado por um dardo, que foi disparado pelo próprio Ninja Supremo, o filho faminto de poder do Daimoyo. Querendo ajudar seu novo amigo, ele fez Donatello permitir que ele usasse conhecimento em habilidades básicas de cura para tentar neutralizar o veneno dentro do sistema do corpo de. Usagi fez várias outras aparições, inclusive como guia de Leonardo quando a tartaruga foi acidentalmente enviada ao seu mundo, e como convidado do casamento entre April O'Neil e Casey Jones.

### Teenage Mutant Turtle (2012)
Usagi aparece na quinta e última temporada da série animada Teenage Mutant Ninja Turtles de 2012, interpretado por Yuki Matsuzaki. As Tartarugas são levadas à sua dimensão (nos episódios Yojimbo, Osoroshi no Tabi e Kagayake! Kintaro), onde ele forja uma estreita amizade com eles; especialmente com Leonardo, pois ambos são sensatos, perspicazes e altamente habilidosos nos "caminhos da espada".
Em sua dimensão doméstica (presumivelmente uma realidade alternativa do Japão Feudal), Usagi luta com seu arqui-inimigo, o demônio-lobo Jei, que mais uma vez escapa dele. Ele se depara com uma aldeia saqueada e conhece uma criança extraordinária com o nome de Kintaro. Ele é encarregado de proteger o garoto de Jei até que ele perceba suas próprias habilidades sobre-humanas no Templo Sagrado. Enquanto faz o acampamento, Usagi é emboscado pelas Tartarugas Ninjas, que são controladas pela magia maligna de Jei. Ele recebe os recém-chegados e explica sua história como um samurai de grande força e habilidade. Disfarçando-se, Usagi e as Tartarugas tentam perseguir o Sumo Kuma de Jei, mas são descobertos e caem de um penhasco.
(Osoroshi no Tabi) Em uma floresta assombrada de espíritos yokai, Usagi ajuda as tartarugas a se defenderem de espíritos que capturam Michelangelo e Raphael. Ele os acalma oferecendo uma cenoura como oferta de paz. Ao entrar em uma caverna cheia de teias de aranha gigantes, ele é compelido pela voz de seu bom amigo Akemi, que é, na verdade, uma aranha.

### Vídeo games
Miyamoto Usagi também é destaque no jogo Samurai Warrior: The Battles of Usagi Yojimbo. A primeira aparição de Usagi em um vídeo game das Tartarugas Ninja foi em Teenage Mutant Ninja Turtles 2: Battle Nexus, baseado em sua aparição na série animada de 2003. Ele era um combatente no modo Battle Nexus do jogo, mas não era um personagem jogável. Teenage Mutant Ninja Turtles: Shredder's Revenge inclui Usagi como um dos personagens jogáveis.

## Recepção
Usagi é frequentemente considerado um dos maiores personagens de quadrinhos. A revista Wizard classificou-o como o 57º maior personagem de quadrinhos, enquanto a revista Empire o classificou como o 31º maior personagem de quadrinhos. O IGN colocou Usagi como o 92º maior herói de quadrinhos de todos os tempos.